# El túnel (película de 1952)
El túnel es una  película argentina película dramática en blanco y negro de 1952 dirigida por León Klimovsky sobre su propio guion escrito en colaboración con Ernesto Sabato, y basada en la novela homónima de Sabato. Es protagonizada por Laura Hidalgo, Carlos Thompson, Santiago Gómez Cou y Bernardo Perrone. Se estrenó el 1 de abril de 1952.
Hay otra versión fílmica de la novela, El túnel (1988), producida en España y dirigida por Antonio Drove –quien rodó en 1987 en Buenos Aires y en Madrid–, la cual es protagonizada por Jane Seymour y Peter Weller y es hablada en inglés.

## Sinopsis
Sumergido en un lento proceso de locura, un joven pintor maquina la muerte de la mujer que ama y cuya infidelidad sospecha.

## Comentarios
Néstor dijo:

”La película anda con tantas vueltas y con tantos tapujos, que parecería pretender embaucarnos…Es justo reconocer que constituye un esfuerzo de realización desprovisto de calidad.”

La Nación opinó en su crónica:

”Es probable que la película…haya quedado en más de un pasaje por debajo de sus esperanzas…Pero en todo momento deja la sensación de estar a buena distancia de lo chato, lo trillado y lo mediocre.”

Por su parte Manrupe y Portela escriben:

”Ambiciosa y con aciertos en lo formal, fracasa en lo dramático en un clima de falsedad. Con todo, uno de los pocos intentos de la época por hacer algo trascendente y a conciencia.”